# Ocurí

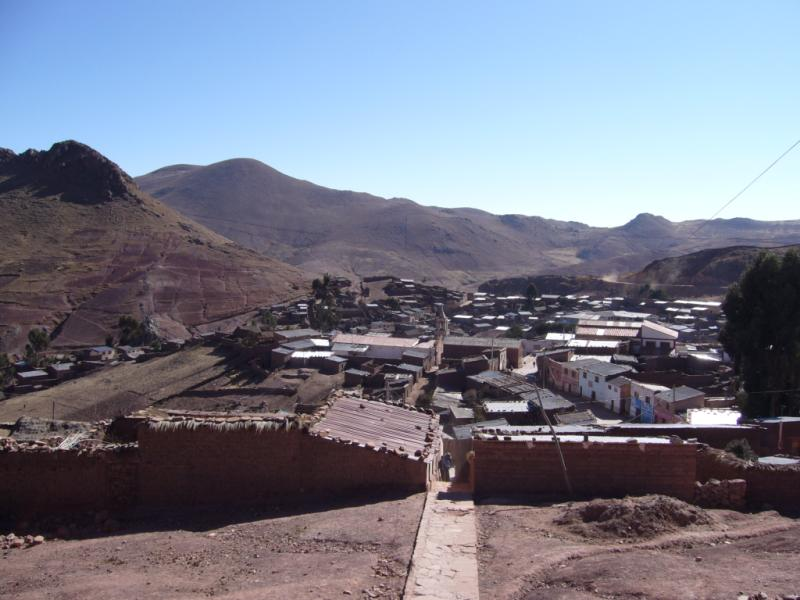
Ocurí.

Ocurí är  en ort i den bolivianska provinsen Chayanta i departementet Potosí.